# PSR B1828-11
PSR B1828-11 (även känd som PSR B1828-10)  är en ensam stjärna i mellersta delen av stjärnbilden Skölden. Den beräknas ligga på ett avstånd av ca 10 000 ljusår (ca 3 200 parsec)  från solen.

## Observation
Stjärnan uppvisar variationer i tidpunkten och formen för dess pulser, vilket i ett skede tolkades som att det berodde på ett möjligt planetsystem i omloppsbana kring pulsaren, även om modellen krävde en onormalt stor andraperiodsderivata av pulstiderna. Planetmodellen förkastades senare till förmån för precessionseffekter eftersom planeterna inte kunde orsaka de observerade formvariationerna hos pulserna.
Medan den allmänt accepterade modellen är att pulsaren är en neutronstjärna som genomgår fri precession, har en modell föreslagits som tolkar pulsaren som en kvarkstjärna som genomgår forcerad precession på grund av en "kvarkplanet" i omloppsbana. Posten för pulsaren på SIMBAD listar dock denna hypotes som kontroversiell.